# Сан-Борха (Болівія)
Сан-Борха (ісп. San Borja) — місто у болівійському департаменті Бені.

## Географія
Сан-Борха розташована на південному заході департаменту у центральній частині країни за 230 км від міста Тринідад — столиці регіону. Лежить на річці Манікі (басейн річки Маморе).

### Клімат
Місто знаходиться у зоні, котра характеризується мусонним кліматом. Найтепліший місяць — листопад із середньою температурою 27.6 °C (81.7 °F). Найхолодніший місяць — червень, із середньою температурою 23.5 °С (74.3 °F).
| Клімат Сан-Борхи        | Клімат Сан-Борхи | Клімат Сан-Борхи | Клімат Сан-Борхи | Клімат Сан-Борхи | Клімат Сан-Борхи | Клімат Сан-Борхи | Клімат Сан-Борхи | Клімат Сан-Борхи | Клімат Сан-Борхи | Клімат Сан-Борхи | Клімат Сан-Борхи | Клімат Сан-Борхи | Клімат Сан-Борхи |
| Показник                | Січ.             | Лют.             | Бер.             | Квіт.            | Трав.            | Черв.            | Лип.             | Серп.            | Вер.             | Жовт.            | Лист.            | Груд.            | Рік              |
| Середня температура, °C | 27,4             | 27,1             | 27,1             | 26,6             | 25,3             | 23,5             | 23,6             | 25               | 26,5             | 27,5             | 27,6             | 27,6             | 26,2             |
| Норма опадів, мм        | 281.4            | 285.4            | 239              | 145.6            | 103.5            | 75.6             | 62.1             | 60.1             | 73.1             | 129.6            | 173.9            | 246.9            | 1876.2           |
| Днів з опадами          | 14,2             | 13,2             | 11,5             | 7,3              | 5                | 2,6              | 2                | 2,6              | 4,8              | 7                | 9,5              | 12,5             | 92,2             |
| Вологість повітря, %    | 78               | 78.8             | 77.9             | 76.3             | 75.5             | 74.7             | 71               | 68.1             | 67.1             | 70.8             | 72.7             | 76.4             | 73.9             |
| ----------------------- | ---------------- | ---------------- | ---------------- | ---------------- | ---------------- | ---------------- | ---------------- | ---------------- | ---------------- | ---------------- | ---------------- | ---------------- | ---------------- |
| Джерело: Weatherbase    |                  |                  |                  |                  |                  |                  |                  |                  |                  |                  |                  |                  |                  |

## Транспорт
У місті є аеропорт.